# Uthörn
Uthörn (danés: Udhjørne Holm) es una pequeña isla alemana localizada junto a la isla de Sylt, en el distrito de Nordfriesland, y como tal es la isla más septentrional de Alemania después de Sylt propiamente dicha. Pertenece al municipio de List.
La isla está situada en el llamado Königshafen (Puerto del Rey), una bahía en la costa oriental de Sylt, que se encuentra en el mar de Frisia. Uthörn se encuentra al norte de la ciudad de list, a sólo un kilómetro de la península Ellbogen de Sylt.
Uthörn tiene casi 780 m de longitud y hasta 240 m de ancho, y su superficie terrestre alcanza las 13 hectáreas.